# Кархулу
Кархулу (азерб. Karxulu) — село в одноимённой административной единице Джебраильского района Азербайджана, расположенное на равнине, в 22 км к юго-востоку от города Джебраил, близ дороги Миндживан — Горадиз.

## Топонимика
Согласно местному преданию, название села было связано с человеком по имени Кар Кули (азерб. Kar Qulu — глухой Кули). Однако выявление на территории Тифлисской губернии горы и реки под названием Кархун, а в Крыму — топонима Каргулу опровергло данное предположение. Слово каргу/карху из старотюркского языка означает «наблюдательный пункт». Предполагается, что ойконим Кархулу означает «место с наблюдательным пунктом».

## История
Село было основано в XIX веке в месте под названием Кархулу братьями Аллахверди и Худаверди из Карабаха.
В годы Российской империи село Кярхилу входило в состав Джебраильского уезда Елизаветпольской губернии.
В советские годы село входило в состав одноимённого сельсовета Джебраильского района Азербайджанской ССР. В селе были расположены восьмиклассная школа и медицинский пункт. В результате Первой карабахской войны в августе 1993 года перешло под контроль непризнанной Нагорно-Карабахской Республики и согласно её административно-территориальному делению вошло в состав Гадрутского района НКР.
Вечером 4 октября 2020 года, в эфире государственного телеканала АзТВ президент Азербайджана Ильхам Алиев в обращении к народу заявил, что «азербайджанская армия освободила» девять сёл Джебраильского района: Кархулу, Шукюрбейли, Черекен, Дашкесан, Хоровлу, Махмудлу, Джафарабад, Юхары-Маралян и Дажал. BBC сообщили, что все взятые, по данным Азербайджана, на юге сёла, судя по спутниковым снимкам, лежат в руинах и полностью или почти полностью заброшены с тех пор, как в начале 1990-х азербайджанское население их покинуло, спасаясь от наступавших армян.

## Население
По данным «Свода статистических данных о населении Закавказского края, извлеченных из посемейных списков 1886 года» в селе Кярхилу Куйджагского сельского округа Джебраильского уезда было 33 дыма и проживало 159 азербайджанцев (указаны как «татары»), которые были крестьянами.
По данным «Кавказского календаря» на 1912 год в селе Кархиллу Карягинского уезда проживало 200 человек, в основном азербайджанцев, указанных в календаре как «татары».
В 1980 году в селе проживал 581 человек. Население села занималось животноводством, возделыванием пшеницы, хлопководством и шелководством.